# Japán az 1964. évi téli olimpiai játékokon
Japán az ausztriai Innsbruckban megrendezett 1964. évi téli olimpiai játékok egyik részt vevő nemzete volt. Az országot az olimpián 8 sportágban 47 sportoló képviselte, akik érmet nem szereztek.

## Alpesisí
Férfi
| Versenyző         | Versenyszám      | Selejtező | Selejtező | Selejtező | Selejtező | Döntő    | Döntő    | Döntő    | Döntő    | Döntő      | Döntő      |
| Versenyző         | Versenyszám      | 1. futam  | 1. futam  | 2. futam  | 2. futam  | 1. futam | 1. futam | 2. futam | 2. futam | Összesítés | Összesítés |
| Versenyző         | Versenyszám      | Idő       | Hely.     | Idő       | Hely.     | Idő      | Hely.    | Idő      | Hely.    | Idő        | Helyezés   |
| ----------------- | ---------------- | --------- | --------- | --------- | --------- | -------- | -------- | -------- | -------- | ---------- | ---------- |
| Fukuhara Josiharu | Lesiklás         |           |           |           |           |          |          |          |          | 2:34,55    | 45.        |
| Fukuhara Josiharu | Műlesiklás       | 1:01,66   | 49.       | 54,07     | 2.        | 1:14,35  | 19.      | 1:06,36  | 24.      | 2:20,71    | 23.        |
| Fukuhara Josiharu | Óriás-műlesiklás |           |           |           |           |          |          |          |          | 1:58,35    | 25.        |
| Kida Josinari     | Műlesiklás       | 57,36     | 37.       | 58,06     | 18.       | 1:19,11  | 35.      | 1:10,00  | 35.      | 2:29,11    | 34.        |
| Kida Josinari     | Óriás-műlesiklás |           |           |           |           |          |          |          |          | 2:04,22    | 39.        |
| Noto Cuneo        | Lesiklás         |           |           |           |           |          |          |          |          | 2:34,76    | 46.        |
| Noto Cuneo        | Óriás-műlesiklás |           |           |           |           |          |          |          |          | 2:01,26    | 35.        |
| Óhira Josihiro    | Lesiklás         |           |           |           |           |          |          |          |          | 2:40,82    | 57.        |
| Óhira Josihiro    | Műlesiklás       | 56,31     | 31.       | 58,09     | 19.       | 1:28,79  | 41.      | 1:09,08  | 33.      | 2:37,87    | 38.        |
| Tomii Hadzsime    | Lesiklás         |           |           |           |           |          |          |          |          | 2:30,02    | 33.        |
| Tomii Hadzsime    | Műlesiklás       | 1:20,85   | 78.       | 57,44     | 17.       | 1:18,49  | 32.      | 1:06,60  | 27.      | 2:25,09    | 31.        |
| Tomii Hadzsime    | Óriás-műlesiklás |           |           |           |           |          |          |          |          | 1:56,65    | 22.        |

## Biatlon
| Versenyző       | Lövőhiba | Időeredmény | Helyezés |
| --------------- | -------- | ----------- | -------- |
| Ninomine Josio  | 3        | 1:35:38,6   | 26.      |
| Jamanaka Júdzsi | 2        | 1:33:51,8   | 19.      |

## Északi összetett
| Versenyző          | Síugrás  | Síugrás  | Síugrás  | Síugrás  | Síugrás  | Síugrás  | Síugrás | Síugrás | Sífutás | Sífutás | Sífutás | Összesítés | Összesítés |
| Versenyző          | 1. ugrás | 1. ugrás | 2. ugrás | 2. ugrás | 3. ugrás | 3. ugrás | Össz.   | Össz.   | Sífutás | Sífutás | Sífutás | Összesítés | Összesítés |
| Versenyző          | Távolság | Pont     | Távolság | Pont     | Távolság | Pont     | Pont    | Hely.   | Idő     | Pont    | Hely.   | Pont       | Helyezés   |
| ------------------ | -------- | -------- | -------- | -------- | -------- | -------- | ------- | ------- | ------- | ------- | ------- | ---------- | ---------- |
| Fudzsiszava Takasi | 63,5     | 99,8     | 68,0     | 108,3    | 60,0     | (96,4)   | 208,1   | 12.     | 56:31,0 | 167,12  | 26.     | 375,22     | 20.        |
| Tanaka Eiicsi      | 62,0     | (89,7)   | 62,5     | 90,0     | 62,0     | 100,2    | 190,2   | 22.     | 58:23,9 | 147,30  | 31.     | 337,50     | 30.        |
| Tanigucsi Akemi    | 57,0     | 39,7~    | 56,5     | 81,8     | 52,0     | (38,0)~  | 121,5   | 32.     | 56:14,1 | 170,01  | 22.     | 291,51     | 31.        |

~ - az ugrás során elesett

## Gyorskorcsolya
Férfi
| Versenyző       | Versenyszám | Eredmény | Helyezés |
| --------------- | ----------- | -------- | -------- |
| Aruga Tojofumi  | 1500 m      | 2:20,7   | 41.      |
| Aruga Tojofumi  | 5000 m      | 8:15,9   | 24.      |
| Aruga Tojofumi  | 10 000 m    | 17:09,9  | 22.      |
| Kavano Josihiro | 5000 m      | 8:19,4   | 26.*     |
| Kavano Josihiro | 10 000 m    | 17:39,0  | 32.      |
| Nagakubo Fumio  | 500 m       | 41,8     | 16.*     |
| Sinpó Szatosi   | 500 m       | 44,4     | 41.      |
| Sinpó Szatosi   | 1500 m      | 2:18,5   | 34.      |
| Sinpó Szatosi   | 5000 m      | 8:12,5   | 23.      |
| Sinpó Szatosi   | 10 000 m    | 17:11,3  | 24.      |
| Szuzuki Keiicsi | 500 m       | 40,7     | 5.       |
| Szuzuki Keiicsi | 1500 m      | 2:17,5   | 31.      |

Női
| Versenyző                 | Versenyszám | Eredmény      | Helyezés      |
| ------------------------- | ----------- | ------------- | ------------- |
| Nagakubo-Takamizava Hacue | 500 m       | 47,9          | 12.           |
| Nagakubo-Takamizava Hacue | 1000 m      | nem ért célba | nem ért célba |
| Nagakubo-Takamizava Hacue | 1500 m      | 2:30,9        | 10.           |
| Nagakubo-Takamizava Hacue | 3000 m      | 5:25,4        | 6.            |
| Takahasi Kaneko           | 500 m       | 50,5          | 24.           |
| Takahasi Kaneko           | 1000 m      | 1:40,5        | 18.           |
| Takahasi Kaneko           | 1500 m      | 2:34,6        | 18.           |
| Takahasi Kaneko           | 3000 m      | 5:39,6        | 16.           |
| Takano Jaszuko            | 500 m       | 49,3          | 19.           |
| Takano Jaszuko            | 1000 m      | 1:41,6        | 20.           |
| Takano Jaszuko            | 1500 m      | 2:33,1        | 14.           |
| Takano Jaszuko            | 3000 m      | 5:30,4        | 12.           |

* - egy másik versenyzővel azonos eredményt ért el

## Jégkorong
| Japán férfi jégkorongcsapat-játékoskeret                                                      | Japán férfi jégkorongcsapat-játékoskeret                                                                 | Japán férfi jégkorongcsapat-játékoskeret                                         |
| --------------------------------------------------------------------------------------------- | --- | -------------------------------------------------------------------------------- |
| - Honma Sinicsi - Honma Tosiei - Inacu Hidenori - Irie Acuo - Ivamoto Kódzsi - Kazahari Kimio | - Kavabucsi Iszao - Kudó Kimihisza - Macuura Hirojuki - Morisima Kacudzsi - Nakano Minoru - Ogava Dzsiró | - Ono Iszao - Szató Maszahiro - Simada Sigeru - Takasima Mamoru - Tanabu Maszami |

### Eredmények
Selejtező
| 1964. január 28. | Csehszlovákia (TCH) | 17 – 2 (8–0, 3–2, 6–0) | Japán | Innsbruck |

|  |  |  |  |  |
|  |  |  |  |  |
|  |  |  |  |  |
|  |  |  |  |  |

Helyosztó csoportkör
| 1964. január 30. | Norvégia (NOR) | 3 – 4 (2–0, 1–2, 0–2) | Japán | Innsbruck |

|  |  |  |  |  |
|  |  |  |  |  |
|  |  |  |  |  |
|  |  |  |  |  |

| 1964. január 31. | Japán (JPN) | 6 – 4 (1–1, 0–1, 5–2) | Románia | Innsbruck |

|  |  |  |  |  |
|  |  |  |  |  |
|  |  |  |  |  |
|  |  |  |  |  |

| 1964. február 3. | Ausztria (AUT) | 5 – 5 (1–3, 1–1, 3–1) | Japán | Innsbruck |

|  |  |  |  |  |
|  |  |  |  |  |
|  |  |  |  |  |
|  |  |  |  |  |

| 1964. február 4. | Japán (JPN) | 4 – 6 (1–2, 1–2, 2–2) | Jugoszlávia | Innsbruck |

|  |  |  |  |  |
|  |  |  |  |  |
|  |  |  |  |  |
|  |  |  |  |  |

| 1964. február 6. | Lengyelország (POL) | 3 – 4 (0–0, 1–1, 2–3) | Japán | Innsbruck |

|  |  |  |  |  |
|  |  |  |  |  |
|  |  |  |  |  |
|  |  |  |  |  |

| 1964. február 8. | Japán (JPN) | 6 – 2 (1–1, 1–1, 4–0) | Magyarország | Innsbruck |

|  |  |  |  |  |
|  |  |  |  |  |
|  |  |  |  |  |
|  |  |  |  |  |

| 1964. február 9. | Japán (JPN) | 6 – 8 (1–1, 1–3, 4–4) | Olaszország | Innsbruck |

|  |  |  |  |  |
|  |  |  |  |  |
|  |  |  |  |  |
|  |  |  |  |  |

Végeredmény
| Csapat        | M | Gy | D | V | G+ | G– | Gk  | P  |
| ------------- | - | -- | - | - | -- | -- | --- | -- |
| Lengyelország | 7 | 6  | 0 | 1 | 40 | 13 | +27 | 12 |
| Norvégia      | 7 | 5  | 0 | 2 | 40 | 19 | +21 | 10 |
| Japán         | 7 | 4  | 1 | 2 | 35 | 31 | +4  | 9  |
| Románia       | 7 | 3  | 1 | 3 | 31 | 28 | +3  | 7  |
| Ausztria      | 7 | 3  | 1 | 3 | 24 | 28 | –4  | 7  |
| Jugoszlávia   | 7 | 3  | 1 | 3 | 29 | 37 | –8  | 7  |
| Olaszország   | 7 | 2  | 0 | 5 | 24 | 42 | –18 | 4  |
| Magyarország  | 7 | 0  | 0 | 7 | 14 | 39 | –25 | 0  |

| Csapat | Helyezés |
| ------ | -------- |
| Japán  | 11.      |

## Műkorcsolya
| Versenyző     | Versenyszám  | Kötelező elemek   | Kötelező elemek | Kűr               | Kűr   | Összesítés                     | Összesítés                     | Összesítés                     | Összesítés                     | Összesítés                     | Összesítés                     | Összesítés                     | Összesítés                     | Összesítés                     | Összesítés        | Összesítés        | Összesítés  | Összesítés | Összesítés |
| Versenyző     | Versenyszám  | Kötelező elemek   | Kötelező elemek | Kűr               | Kűr   | Helyezési pontszámok bírónként | Helyezési pontszámok bírónként | Helyezési pontszámok bírónként | Helyezési pontszámok bírónként | Helyezési pontszámok bírónként | Helyezési pontszámok bírónként | Helyezési pontszámok bírónként | Helyezési pontszámok bírónként | Helyezési pontszámok bírónként | Több. hely. száma | Több. hely. össz. | Hely. össz. | Pont       | Helyezés   |
| Versenyző     | Versenyszám  | Több. hely. száma | Hely.           | Több. hely. száma | Hely. | 1                              | 2                              | 3                              | 4                              | 5                              | 6                              | 7                              | 8                              | 9                              | Több. hely. száma | Több. hely. össz. | Hely. össz. | Pont       | Helyezés   |
| ------------- | ------------ | ----------------- | --------------- | ----------------- | ----- | ------------------------------ | ------------------------------ | ------------------------------ | ------------------------------ | ------------------------------ | ------------------------------ | ------------------------------ | ------------------------------ | ------------------------------ | ----------------- | ----------------- | ----------- | ---------- | ---------- |
| Szató Nobuo   | Férfi egyéni | 6×8+              | 8.              | 6×11+             | 10.   | 8,0                            | 9,0                            | 7,0                            | 9,0                            | 12,0                           | 9,0                            | 9,0                            | 10,0                           | 15,0                           | 6×9+              | 51,0              | 88,0        | 1746,2     | 8.         |
| Fukuhara Miva | Női egyéni   | 5×4+              | 4.              | 5×10+             | 9.    | 7,0                            | 5,0                            | 7,0                            | 3,0                            | 5,0                            | 5,0                            | 5,0                            | 8,0                            | 5,0                            | 6×5+              | 28,0              | 50,0        | 1845,1     | 5.         |
| Okava Kumiko  | Női egyéni   | 5×15+             | 15.             | 5×13+             | 11.   | 23,0                           | 13,0                           | 21,0                           | 13,0                           | 12,0                           | 12,0                           | 18,0                           | 13,0                           | 11,0                           | 6×13+             | 74,0              | 136,0       | 1725,4     | 13.        |
| Ueno Dzsunko  | Női egyéni   | 5×15+             | 14.             | 5×25+             | 26.   | 22,0                           | 21,0                           | 13,0                           | 15,0                           | 23,0                           | 18,0                           | 23,0                           | 12,0                           | 23,0                           | 5×21+             | 79,0              | 170,0       | 1685,0     | 22.        |

## Sífutás
Férfi
| Versenyző                                                 | Versenyszám     | Eredmény      | Helyezés      |
| --------------------------------------------------------- | --------------- | ------------- | ------------- |
| Jahata Csógoró                                            | 15 km           | 1:00:46,1     | 58.           |
| Jahata Csógoró                                            | 30 km           | 1:51:45,3     | 62.           |
| Jahata Csógoró                                            | 50 km           | nem ért célba | nem ért célba |
| Kitamura Tacuo                                            | 15 km           | 55:24,3       | 26.           |
| Kitamura Tacuo                                            | 30 km           | 1:46:13,4     | 51.           |
| Szató Kazuo                                               | 15 km           | 56:04,5       | 35.           |
| Szató Kazuo                                               | 30 km           | 1:42:39,2     | 41.           |
| Szató Kazuo                                               | 50 km           | 3:03:57,9     | 27.           |
| Takahasi Hidezo                                           | 15 km           | 57:03,4       | 42.           |
| Takahasi Hidezo                                           | 30 km           | 1:43:11,0     | 47.           |
| Takahasi Hidezo                                           | 50 km           | 3:14:31,4     | 35.           |
| Takahasi Hidezo Szató Kazuo Kitamura Tacuo Jahata Csógoró | 4 × 10 km váltó | 2:32:05,5     | 10.           |

## Síugrás
| Versenyző      | Versenyszám | 1. ugrás | 1. ugrás | 1. ugrás | 2. ugrás | 2. ugrás | 2. ugrás | 3. ugrás | 3. ugrás | 3. ugrás | Összesítés | Összesítés |
| Versenyző      | Versenyszám | Távolság | Pont     | Hely.    | Távolság | Pont     | Hely.    | Távolság | Pont     | Hely.    | Pont       | Helyezés   |
| -------------- | ----------- | -------- | -------- | -------- | -------- | -------- | -------- | -------- | -------- | -------- | ---------- | ---------- |
| Etó Jószuke    | Normálsánc  | 69,5     | (94,2)   | 34.      | 72,0     | 98,4     | 30.      | 73,0     | 100,0    | 20.      | 198,4      | 27.        |
| Etó Jószuke    | Nagysánc    | 80,0     | 91,4     | 37.*     | 73,0     | (83,9)   | 45.*     | 70,0     | 86,4     | 36.      | 177,8      | 44.        |
| Kaszaja Jukio  | Normálsánc  | 73,5     | (97,5)   | 24.      | 74,5     | 101,4    | 15.      | 73,5     | 99,2     | 21.*     | 200,6      | 23.        |
| Kaszaja Jukio  | Nagysánc    | 87,0     | 101,6    | 14.*     | 86,0     | 105,1    | 9.       | 70,0     | (85,9)   | 37.*     | 206,7      | 11.        |
| Kikucsi Szadao | Normálsánc  | 70,5     | (95,9)   | 29.*     | 74,0     | 99,7     | 21.*     | 72,5     | 98,8     | 23.*     | 198,5      | 26.        |
| Kikucsi Szadao | Nagysánc    | 78,5     | 87,4     | 44.      | 74,5     | 87,4     | 43.      | 70,0     | (86,9)   | 35.      | 174,8      | 47.        |
| Simura Naoki   | Normálsánc  | 71,0     | (93,5)   | 39.      | 71,5     | 95,2     | 40.*     | 71,0     | 95,7     | 33.      | 190,9      | 40.        |
| Simura Naoki   | Nagysánc    | 82,0     | 94,1     | 32.      | 76,5     | 90,4     | 39.      | 66,0     | (78,4)   | 46.      | 184,5      | 37.        |

* - egy másik versenyzővel azonos eredményt ért el